# Isoterma

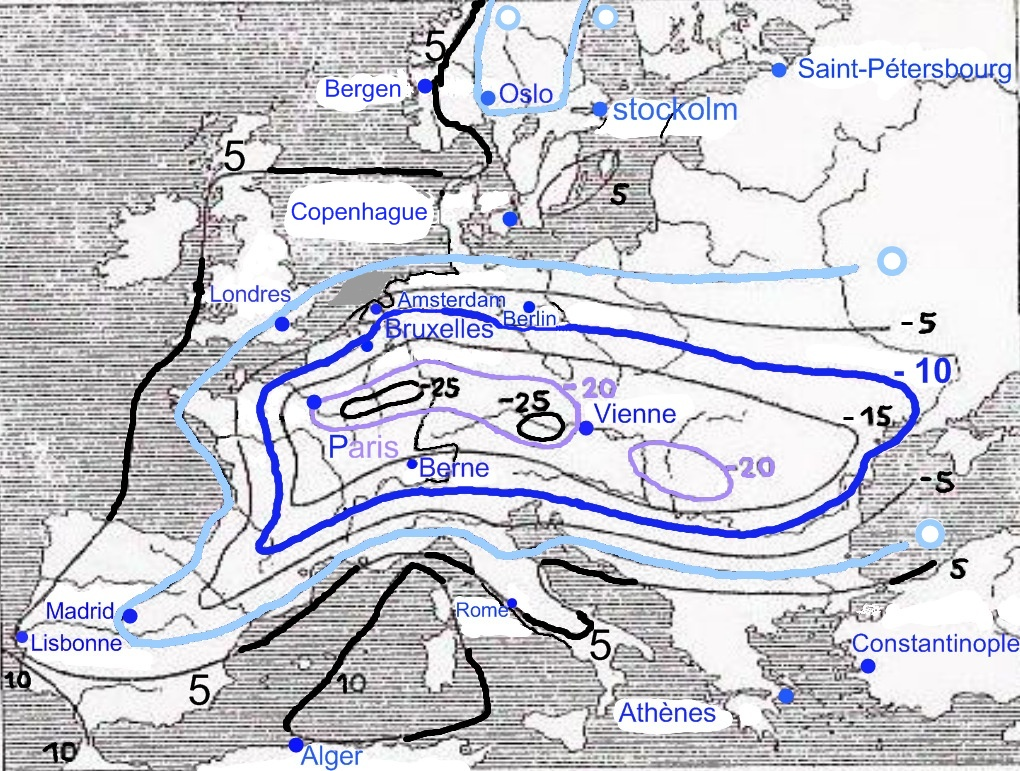
Isotermas de las temperaturas a 2 metros del suelo en Europa en la mañana de frío extremo del 19 de diciembre de 1879.

La isoterma es la línea que une los vértices, en un plano cartográfico, que presentan las mismas temperaturas en la unidad de tiempo considerada. Así, para una misma área, se pueden diseñar un gran número de planos con isotermas; por ejemplo, isotermas de la temperatura media de largo periodo del mes de enero, de febrero, etc., o las isotermas de las temperaturas medias anuales.
Todos los puntos por los que pasa una isoterma tienen temperaturas equivalentes en un periodo indicado de tiempo.  Una isoterma en los 0 °C (o isoterma cero) es el punto de congelación que separa las precipitaciones líquidas de las sólidas. El término fue acuñado por el geógrafo prusiano Alexander von Humboldt, quien como parte de sus investigaciones sobre la distribución geográfica de las plantas publicó el primer mapa de isotermas en París, en 1817.